# Henryk Nielaba
Henryk Nielaba (Piotrowice, 1933. szeptember 5. –) világbajnok, olimpiai bronzérmes lengyel tőr- és párbajtőrvívó.